# Norvégia az 1984. évi téli olimpiai játékokon
Norvégia a jugoszláviai Szarajevóban megrendezett 1984. évi téli olimpiai játékok egyik részt vevő nemzete volt. Az országot az olimpián 8 sportágban 58 sportoló képviselte, akik összesen 9 érmet szereztek.

## Érmesek
| Érem  | Versenyző                                                    | Sportág          | Versenyszám                  |
| ----- | ------------------------------------------------------------ | ---------------- | ---------------------------- |
| Arany | Eirik Kvalfoss                                               | Biatlon          | Férfi 10 km sprint           |
| Arany | Tom Sandberg                                                 | Északi összetett | Egyéni                       |
| Arany | Inger Helene Nybråten Anne Jahren Brit Pettersen Berit Aunli | Sífutás          | Női 4 × 5 km váltó           |
| Ezüst | Odd Lirhus Eirik Kvalfoss Rolf Storsveen Kjell Søbak         | Biatlon          | Férfi 4 × 7,5 km váltó       |
| Ezüst | Berit Aunli-Kvello                                           | Sífutás          | Női 5 km                     |
| Bronz | Eirik Kvalfoss                                               | Biatlon          | Férfi 20 km egyéni indításos |
| Bronz | Kai Arne Engelstad                                           | Gyorskorcsolya   | Férfi 1000 m                 |
| Bronz | Brit Pettersen                                               | Sífutás          | Női 10 km                    |
| Bronz | Anne Jahren                                                  | Sífutás          | Női 20 km                    |

## Alpesisí
Férfi
| Versenyző | Versenyszám      | 1. futam      | 1. futam      | 2. futam | 2. futam | Összesítés | Összesítés |
| Versenyző | Versenyszám      | Idő           | Hely.         | Idő      | Hely.    | Idő        | Helyezés   |
| --------- | ---------------- | ------------- | ------------- | -------- | -------- | ---------- | ---------- |
| Odd Sørli | Műlesiklás       | nem ért célba | nem ért célba | kiesett  | kiesett  | kiesett    | kiesett    |
| Odd Sørli | Óriás-műlesiklás | 1:22,90       | 15.           | 1:23,49  | 19.      | 2:46,39    | 19.        |

## Biatlon
| Versenyző                                            | Versenyszám      | Lövőhiba | Időeredmény | Helyezés |
| ---------------------------------------------------- | ---------------- | -------- | ----------- | -------- |
| Terje Krokstad                                       | 10 km sprint     | 4        | 33:00,9     | 18.      |
| Eirik Kvalfoss                                       | 10 km sprint     | 2        | 30:53,8     |          |
| Eirik Kvalfoss                                       | 20 km egyéni     | 5        | 1:14:02,4   |          |
| Odd Lirhus                                           | 20 km egyéni     | 9        | 1:20:55,0   | 24.      |
| Kjell Søbak                                          | 10 km sprint     | 1        | 31:19,7     | 4.       |
| Rolf Storsveen                                       | 20 km egyéni     | 4        | 1:15:23,9   | 6.       |
| Odd Lirhus Eirik Kvalfoss Rolf Storsveen Kjell Søbak | 4 × 7,5 km váltó | 2        | 1:39:03,9   |          |

## Északi összetett
| Versenyző         | Síugrás | Síugrás | Sífutás | Sífutás | Sífutás | Összesítés | Összesítés |
| Versenyző         | Pont    | Hely.   | Idő     | Pont    | Hely.   | Pont       | Helyezés   |
| ----------------- | ------- | ------- | ------- | ------- | ------- | ---------- | ---------- |
| Espen Andersen    | 188,8   | 20.     | 49:53,9 | 189,715 | 16.     | 378,515    | 19.        |
| Geir Andersen     | 203,8   | 8.      | 49:56,3 | 189,355 | 18.     | 393,155    | 10.        |
| Hallstein Bøgseth | 193,0   | 18.     | 48:58,0 | 198,100 | 8.      | 391,100    | 11.        |
| Tom Sandberg      | 214,7   | 1.      | 47:52,7 | 207,895 | 2.      | 422,595    |            |

## Gyorskorcsolya
Férfi
| Versenyző          | Versenyszám | Eredmény | Helyezés |
| ------------------ | ----------- | -------- | -------- |
| Kai Arne Engelstad | 500 m       | 39,28    | 18.      |
| Kai Arne Engelstad | 1000 m      | 1:16,75  |          |
| Kai Arne Engelstad | 1500 m      | 2:00,59  | 12.*     |
| Rolf Falk-Larssen  | 500 m       | 39,57    | 23.      |
| Rolf Falk-Larssen  | 1500 m      | 2:01,65  | 17.      |
| Rolf Falk-Larssen  | 5000 m      | 7:25,54  | 15.      |
| Geir Karlstad      | 5000 m      | 7:20,24  | 10.      |
| Geir Karlstad      | 10 000 m    | 14:52,40 | 4.       |
| Henry Nilsen       | 10 000 m    | 14:57,81 | 8.       |
| Bjørn Nyland       | 1500 m      | 2:02,05  | 19.      |
| Bjørn Nyland       | 5000 m      | 7:18,27  | 7.       |
| Bjørn Nyland       | 10 000 m    | 15:08,34 | 13.      |
| Frode Rønning      | 500 m       | 38,58    | 7.       |
| Frode Rønning      | 1000 m      | 1:18,64  | 14.      |

Női
| Versenyző            | Versenyszám | Eredmény | Helyezés |
| -------------------- | ----------- | -------- | -------- |
| Edel Therese Høiseth | 500 m       | 43,96    | 24.      |
| Edel Therese Høiseth | 1000 m      | 1:27,90  | 20.      |
| Bjørg Eva Jensen     | 1000 m      | 1:27,08  | 16.      |
| Bjørg Eva Jensen     | 1500 m      | 2:09,53  | 8.       |
| Bjørg Eva Jensen     | 3000 m      | 4:36,28  | 7.       |

* - egy másik versenyzővel azonos eredményt ért el

## Jégkorong
| Norvég férfi jégkorongcsapat-játékoskeret                                                                                  | Norvég férfi jégkorongcsapat-játékoskeret                                                                                  | Norvég férfi jégkorongcsapat-játékoskeret                                                     |
| --- | --- | --------------------------------------------------------------------------------------------- |
| - Trond Abrahamsen - Cato Hamre Andersen - Arne Bergseng - Åge Ellingsen - Stephen Foyn - Jørn Goldstein - Øystein Jarlsbo | - Roy Johansen - Jon-Magne Karlstad - Erik Kristiansen - Per-Arne Kristiansen - Øivind Løsåmoen - Ørjan Løvdal - Sven Lien | - Jim Marthinsen - Geir Myhre - Erik Nerell - Bjørn Skaare - Petter Thoresen - Frank Vestreng |

### Eredmények
B csoport
| Csapat           | M | Gy | D | V | G+ | G– | Gk  | P  |
| ---------------- | - | -- | - | - | -- | -- | --- | -- |
| Csehszlovákia    | 5 | 5  | 0 | 0 | 38 | 7  | +31 | 10 |
| Kanada           | 5 | 4  | 0 | 1 | 24 | 10 | +14 | 8  |
| Finnország       | 5 | 2  | 1 | 2 | 27 | 19 | +8  | 5  |
| Egyesült Államok | 5 | 1  | 2 | 2 | 16 | 17 | –1  | 4  |
| Ausztria         | 5 | 1  | 0 | 4 | 13 | 37 | –24 | 2  |
| Norvégia         | 5 | 0  | 1 | 4 | 15 | 43 | –28 | 1  |

| 1984. február 7. | Csehszlovákia (TCH) | 10 – 4 (2–0, 5–2, 3–2) | Norvégia | Szarajevó |

|  |  |  |  |  |
|  |  |  |  |  |
|  |  |  |  |  |
|  |  |  |  |  |

| 1984. február 9. | Finnország (FIN) | 16 – 2 (5–0, 6–1, 5–1) | Norvégia | Szarajevó |

|  |  |  |  |  |
|  |  |  |  |  |
|  |  |  |  |  |
|  |  |  |  |  |

| 1984. február 11. | Egyesült Államok (USA) | 3 – 3 (2–1, 0–1, 1–1) | Norvégia | Szarajevó |

|  |  |  |  |  |
|  |  |  |  |  |
|  |  |  |  |  |
|  |  |  |  |  |

| 1984. február 13. | Kanada (CAN) | 8 – 1 (2–0, 3–0, 3–1) | Norvégia | Szarajevó |

|  |  |  |  |  |
|  |  |  |  |  |
|  |  |  |  |  |
|  |  |  |  |  |

| 1984. február 15. | Ausztria (AUT) | 6 – 5 (4–1, 2–3, 0–1) | Norvégia | Szarajevó |

|  |  |  |  |  |
|  |  |  |  |  |
|  |  |  |  |  |
|  |  |  |  |  |

| Csapat   | Helyezés |
| -------- | -------- |
| Norvégia | 12.      |

## Sífutás
Férfi
| Versenyző                                                | Versenyszám     | Eredmény      | Helyezés      |
| -------------------------------------------------------- | --------------- | ------------- | ------------- |
| Ove Aunli                                                | 15 km           | kizárták      | kizárták      |
| Ove Aunli                                                | 50 km           | nem ért célba | nem ért célba |
| Oddvar Brå                                               | 30 km           | 1:36:23,4     | 32.           |
| Lars Erik Eriksen                                        | 30 km           | 1:31:24,8     | 6.            |
| Lars Erik Eriksen                                        | 50 km           | 2:22:09,5     | 11.           |
| Geir Holte                                               | 15 km           | 43:23,3       | 20.           |
| Tor Håkon Holte                                          | 15 km           | 42:37,4       | 8.            |
| Tor Håkon Holte                                          | 50 km           | 2:22:12,7     | 12.           |
| Jan Lindvall                                             | 30 km           | 1:32:23,3     | 13.           |
| Jan Lindvall                                             | 50 km           | 2:19:27,1     | 5.            |
| Pål Gunnar Mikkelsplass                                  | 15 km           | 42:59,7       | 17.           |
| Pål Gunnar Mikkelsplass                                  | 30 km           | 1:32:20,6     | 12.           |
| Lars Erik Eriksen Jan Lindvall Ove Aunli Tor Håkon Holte | 4 × 10 km váltó | 1:57:27,6     | 4.            |

Női
| Versenyző                                                    | Versenyszám    | Eredmény  | Helyezés |
| ------------------------------------------------------------ | -------------- | --------- | -------- |
| Berit Aunli                                                  | 5 km           | 17:14,1   |          |
| Berit Aunli                                                  | 10 km          | 32:17,7   | 4.       |
| Anne Jahren                                                  | 5 km           | 17:38,3   | 7.       |
| Anne Jahren                                                  | 10 km          | 32:26,2   | 5.       |
| Anne Jahren                                                  | 20 km          | 1:03:13,6 |          |
| Marit Myrmæl                                                 | 10 km          | 32:35,3   | 7.       |
| Marit Myrmæl                                                 | 20 km          | 1:05:01,9 | 14.      |
| Inger Helene Nybråten                                        | 5 km           | 17:28,2   | 5.       |
| Inger Helene Nybråten                                        | 20 km          | 1:04:51,2 | 11.      |
| Brit Pettersen                                               | 5 km           | 17:33,6   | 6.       |
| Brit Pettersen                                               | 10 km          | 32:12,7   |          |
| Brit Pettersen                                               | 20 km          | 1:03:49,0 | 6.       |
| Inger Helene Nybråten Anne Jahren Brit Pettersen Berit Aunli | 4 × 5 km váltó | 1:06:49,7 |          |

## Síugrás
| Versenyző               | Versenyszám | 1. ugrás | 1. ugrás | 2. ugrás | 2. ugrás | Összesítés | Összesítés |
| Versenyző               | Versenyszám | Pont     | Hely.    | Pont     | Hely.    | Pont       | Helyezés   |
| ----------------------- | ----------- | -------- | -------- | -------- | -------- | ---------- | ---------- |
| Rolf Åge Berg           | Normálsánc  | 104,1    | 4.       | 104,4    | 6.       | 208,5      | 5.         |
| Rolf Åge Berg           | Nagysánc    | 12,8~    | 52.      | 74,7     | 40.      | 87,5       | 52.        |
| Per Bergerud            | Normálsánc  | 74,5     | 51.      | 85,6     | 39.      | 160,1      | 46.        |
| Steinar Bråten          | Normálsánc  | 102,0    | 7.       | 87,9     | 33.      | 189,9      | 18.        |
| Ole Christian Eidhammer | Nagysánc    | 93,4     | 16.*     | 86,5     | 23.      | 179,9      | 18.        |
| Ole Gunnar Fidjestøl    | Nagysánc    | 82,2     | 30.      | 81,8     | 32.*     | 164,0      | 31.        |
| Vegard Opaas            | Normálsánc  | 101,1    | 10.*     | 102,7    | 9.       | 203,8      | 8.         |
| Vegard Opaas            | Nagysánc    | 89,2     | 23.      | 81,9     | 31.      | 171,1      | 27.        |

* - egy másik versenyzővel azonos eredményt ért el

~ - az ugrás során elesett

## Szánkó
| Versenyző      | Versenyszám | 1. futam | 1. futam | 2. futam | 2. futam | 3. futam | 3. futam | 4. futam | 4. futam | Összesítés | Összesítés |
| Versenyző      | Versenyszám | Idő      | Hely.    | Idő      | Hely.    | Idő      | Hely.    | Idő      | Hely.    | Idő        | Helyezés   |
| -------------- | ----------- | -------- | -------- | -------- | -------- | -------- | -------- | -------- | -------- | ---------- | ---------- |
| Asle Strand    | Férfi egyes | 48,567   | 26.      | 47,629   | 19.      | 47,874   | 25.      | 47,573   | 20.      | 3:11,643   | 22.        |
| Agnes Aanonsen | Női egyes   | 43,140   | 13.      | 43,715   | 21.      | 43,379   | 17.      | 51,031   | 24.      | 3:01,265   | 23.        |